# أنس الشغري
أنس علي الشغري (مواليد 1988) شاب سوري من قرية البيضا قرب مدينة بانياس. طالب جامعي في السنة الثالثة كلية الاقتصاد جامعة تشرين في اللاذقية نشط إبان الاحتجاجات الشعبية السورية في قيادة المظاهرات السلمية التي تهتف بإسقاط نظام الرئيس السوري بشار الأسد.

## الاعتقال
اعتقل الناشط أنس الشغري في 14 مايو 2011 إثر اقتحام الجيش والامن وعناصر الشبيحة لبانياس حيث صرحت قناة الدنيا المقربة من النظام ان هدف الاقتحام اعتقال الناشط أنس الشغري المتهم باقامة امارة إسلامية هو وزير داخليتها.
وصدرت العديد من التقارير من منظمات حقوقية عربية وعالمية معبرة عن قلقها حيال حالة أنس الصحية وظروف اعتقاله السيئة وتعرضه لشتى أنواع التعذيب.[بحاجة لمصدر]